# Daft Punk
Daft Punk sta bila francoski duo, ki je ustvarjal elektronsko glasbo in sta ga leta 1993 v Parizu ustanovila glasbenika Guy-Manuel de Homem-Christo in Thomas Bangalter. Zaslovela sta v zgodnjih 90ih med razcvetom t.i. French house glasbe, ki kombinira elemente housa, techna, funka, rocka in synthpopa. Znana sta bila tudi po svojih čeladah oz. robotskih likih.
Konec februarja 2021 sta oznanila, da se bosta po skoraj treh desetletjih ustvarjanja razšla.